# Associazione Calcio Verona 1929-1930
Questa pagina raccoglie i dati riguardanti il Associazione Calcio Verona nelle competizioni ufficiali della stagione 1929-1930.

## Stagione
Nella stagione 1929-1930 il Verona allenato dall'ungherese Andreas Kuttik disputa la prima stagione della Serie B a girone unico. Raccoglie 36 punti con il sesto posto finale. Ottiene 30 punti in casa, ma è troppo fragile in trasferta dove incamera solo 9 punti su 17 gare giocate. Vince il campionato il Casale con 49 punti, al secondo posto il Legnano con 46 punti, entrambe sono promosse nel prossimo secondo campionato di Serie A. Miglior marcatore scaligero di stagione il veronese Mario Patuzzi che firma 15 reti.

## Rosa
| N. |                   | Ruolo | Calciatore               |
| -- | ----------------- | ----- | ------------------------ |
|    | Italia (bandiera) | P     | Umberto Manzini          |
|    | Italia (bandiera) | P     | Aldo Olivieri            |
|    | Italia (bandiera) | P     | Guido Masetti            |
|    | Italia (bandiera) | D     | Francesco Paolo Altamura |
|    | Italia (bandiera) | D     | Aristide Bergamaschi     |
|    | Italia (bandiera) | D     | Giulio Carra             |
|    | Italia (bandiera) | D     | Pio Goretta              |
|    | Italia (bandiera) | D     | Nereo Marini             |
|    | Italia (bandiera) | D     | Dino Nobis               |
|    | Italia (bandiera) | D     | Ultimo Rodini            |
|    | Italia (bandiera) | C     | Alberto Albertini        |
|    | Italia (bandiera) | C     | Attilio Banfi            |
|    | Italia (bandiera) | C     | Luigi Bernardi           |
|    | Italia (bandiera) | C     | Dino Cavalleri           |
|    | Italia (bandiera) | C     | Giordano Corsi           |

| N. |                    | Ruolo | Calciatore        |
| -- | ------------------ | ----- | ----------------- |
|    | Italia (bandiera)  | C     | Dante             |
|    | Italia (bandiera)  | C     | Ferruccio Facchin |
|    | Italia (bandiera)  | C     | Ambrogio Favalli  |
|    | Italia (bandiera)  | C     | Italo Raguzzi     |
|    | Italia (bandiera)  | C     | Bruno Panonzini   |
|    | Italia (bandiera)  | A     | Bruno Biagini     |
|    | Italia (bandiera)  | A     | Antonio Bonesini  |
|    | Italia (bandiera)  | A     | Armando Bucchi    |
|    | Italia (bandiera)  | A     | Egidio Chiecchi   |
|    | Italia (bandiera)  | A     | Mario Dalfini     |
|    | Italia (bandiera)  | A     | Giovanni Cipriani |
|    | Italia (bandiera)  | A     | Mario Patuzzi     |
|    | Brasile (bandiera) | A     | Arnaldo Porta     |
|    | Italia (bandiera)  | A     | Luigi Tommasi     |
|    | Italia (bandiera)  | A     | Renzo Vignola     |

## Calciomercato
| Acquisti | Acquisti        | Acquisti   | Acquisti   |
| R.       | Nome            | da         | Modalità   |
| -------- | --------------- | ---------- | ---------- |
| P        | Aldo Olivieri   | Audace SME | definitivo |
| D        | Pio Gorretta    | Trento     | definitivo |
| C        | Giordano Corsi  | Verona 2   | definitivo |
| C        | Italo Raguzzi   | Verona 2   | definitivo |
| C        | Dante           |            | definitivo |
| A        | Bruno Biagini   | Verona 2   | definitivo |
| A        | Mario Patuzzi   | Scaligera  | definitivo |
| A        | Egidio Chiecchi | Fiorentina | definitivo |

| Cessioni | Cessioni           | Cessioni       | Cessioni      |
| R.       | Nome               | a              | Modalità      |
| -------- | ------------------ | -------------- | ------------- |
| D        | Renato Castiglioni |                | fine carriera |
| C        | Francesco Agazzi   |                | svincolato    |
| C        | Umberto Diamantini |                | fine carriera |
| C        | Mario Froncillo    | Virtus Spoleto | definitivo    |
| C        | Giovanni Gasparini | Ambrosiana     | definitivo    |
| A        | Arnaldo Morandi    |                | fine carriera |
| A        | Gino Brenco        | Grion Pola     | definitivo    |

## Risultati

### Serie B

#### Girone d'andata
| Arbitro: | Ciamberlini (Genova) |

|                        |           |             |
| Patuzzi 42’ Bucchi 72’ | Marcatori | 68’ Ferrais |

| Arbitro: | Lerni (Torino) |

|                                |           |  |
| Dalfini 36’ (rig.) Patuzzi 51’ | Marcatori |  |

| Arbitro: | Casetta (Milano) |

|                                                   |           |  |
| Stafetta 60’ Luchetti 77’ Galluzzi 85’ Segoni 89’ | Marcatori |  |

| Arbitro: | Gonani (Ravenna) |

|                   |           |                          |
| Mistrali 30’, 51’ | Marcatori | 25’ Bonesini 80’ Patuzzi |

| Arbitro: | Giulini (Milano) |

|                  |           |             |
| Patuzzi 13’, 36’ | Marcatori | 1’ Scategni |

| Arbitro: | Casetta (Milano) |

|                                |           |  |
| Tommasi 50’ Patuzzi 81’ (rig.) | Marcatori |  |

| Arbitro: | Dall'Era (Brescia) |

|                                              |           |  |
| Piffer 20’, 67’ Simonetti 25’ Baccilieri 35’ | Marcatori |  |

| Arbitro: | Magliulo (Livorno) |

|  |           |           |
|  | Marcatori | 80’ Engel |

| Arbitro: | Brunelli (Bologna) |

|           |           |  |
| Barni 68’ | Marcatori |  |

| Arbitro: | D'Alessandro (Vercelli) |

|                               |           |  |
| Patuzzi 15’, 68’ Bonesini 65’ | Marcatori |  |

| Arbitro: | Tassinari (Firenze) |

|             |           |  |
| Patuzzi 62’ | Marcatori |  |

| Arbitro: | Serra (Bologna) |

|                                                             |           |  |
| Demarchi 32’, 75’ Patrucchi 45’ Mattea 53’ Gardini 57’, 63’ | Marcatori |  |

| Arbitro: | Mastellari (Bologna) |

|  |           |              |
|  | Marcatori | 23’ Gianelli |

| Arbitro: | Turriti (Firenze) |

|                                       |           |             |
| Gorini 41’ Carrera 50’ Rossi 69’, 80’ | Marcatori | 83’ Dalfini |

| Arbitro: | Turriti (Firenze) |

|                           |           |            |
| Patuzzi 4’ F. Facchin 20’ | Marcatori | 1’ Aliatis |

| Arbitro: | Ferro (Milano) |

|                              |           |                 |
| Gruppo 30’ E. Marini 65’ 71’ | Marcatori | 12’ 87’ Patuzzi |

| Arbitro: | Mattea (Torino) |

|                         |           |                        |
| Bonesini 1’ Tommasi 60’ | Marcatori | 25’ Nebbia 70’ Panzeri |

#### Girone di ritorno
| Arbitro: | Mastellari (Bologna) |

|                         |           |                         |
| M. Marini 73’ Bosio 85’ | Marcatori | 15’ Dalfini 50’ Patuzzi |

| Arbitro: | Garbieri (Genova) |

|  |           |            |
|  | Marcatori | 3’ Dalfini |

| Arbitro: | Scorzoni (Bologna) |

|             |           |  |
| Patuzzi 27’ | Marcatori |  |

| Arbitro: | Bonello (Venezia) |

|              |           |  |
| Bernardi 44’ | Marcatori |  |

| Arbitro: | Tassinari (Firenze) |

|                                                |           |  |
| Bottaro 30’ Rastelli 59’ Costantino 69’ (rig.) | Marcatori |  |

| Arbitro: | Bevilacqua (Viareggio) |

|                  |           |                      |
| Lombatti 8’, 15’ | Marcatori | 88’ (aut.) Bezzecchi |

| Arbitro: | Biancone (Roma) |

|                         |           |  |
| Dalfini 21’ Biagini 87’ | Marcatori |  |

| Arbitro: | Mazzini (Bologna) |

|  |           |              |
|  | Marcatori | 41’ Bonesini |

| Arbitro: | Quilleri (Brescia) |

|             |           |               |
| Biagini 23’ | Marcatori | 38’ Innocenti |

| Arbitro: | Bertotto (Venezia) |

|             |           |                          |
| Zuliani 16’ | Marcatori | 62’ Biagini 75’ Bonesini |

| Arbitro: | Mastellari (Bologna) |

|                                                   |           |  |
| Ravetta 8’ Versaldi 60’ Marchetti 64’ Ravetta 70’ | Marcatori |  |

| Arbitro: | Sassi (Roma) |

|                                      |           |  |
| Dalfini 66’ Tommasi 75’ Bonesini 85’ | Marcatori |  |

| Arbitro: | Barlassina (Novara) |

|  |           |                                                 |
|  | Marcatori | 16’ (rig.) Tommasi 41’ Dalfini 80’ 86’ G. Corsi |

| Arbitro: | Brighenti (Trento) |

|                                   |           |            |
| Biagini 35’ Banfi 37’ Patuzzi 83’ | Marcatori | 30’ Gorini |

| Arbitro: | Ciamberlini (Genova) |

|                |           |             |
| Cidri 24’, 55’ | Marcatori | 89’ Dalfini |

| Arbitro: | Belloni (Milano) |

|                                                         |           |  |
| Bonesini 45’ Biagini 61’ Tommasi 74’ Favalli 75’ (rig.) | Marcatori |  |

| Bergamo 6 luglio 1930 34ª giornata | Atalanta           | 0 – 0 referto | Verona | Stadio Mario Brumana\| Arbitro: \| Brunelli (Bologna) \| |
| Arbitro:                           | Brunelli (Bologna) |               |        |                                                          |

## Statistiche
Statistiche aggiornate al 12 aprile 2015.

### Statistiche di squadra
| Competizione | Punti | In casa | In casa | In casa | In casa | In casa | In casa | In trasferta | In trasferta | In trasferta | In trasferta | In trasferta | In trasferta | Totale | Totale | Totale | Totale | Totale | Totale | DR |
| Competizione | Punti | G       | V       | N       | P       | Gf      | Gs      | G            | V            | N            | P            | Gf           | Gs           | G      | V      | N      | P      | Gf     | Gs     | DR |
| ------------ | ----- | ------- | ------- | ------- | ------- | ------- | ------- | ------------ | ------------ | ------------ | ------------ | ------------ | ------------ | ------ | ------ | ------ | ------ | ------ | ------ | -- |
| Serie B      | 39    | 17      | 14      | 2       | 1       | 35      | 8       | 17           | 3            | 3            | 11           | 13           | 39           | 34     | 17     | 5      | 12     | 48     | 47     | +1 |

### Andamento in campionato
| Giornata  | 1 | 2 | 3 | 4 | 5 | 6 | 7 | 8 | 9 | 10 | 11 | 12 | 13 | 14 | 15 | 16 | 17 | 18 | 19 | 20 | 21 | 22 | 23 | 24 | 25 | 26 | 27 | 28 | 29 | 30 | 31 | 32 | 33 | 34 |
| --------- | - | - | - | - | - | - | - | - | - | -- | -- | -- | -- | -- | -- | -- | -- | -- | -- | -- | -- | -- | -- | -- | -- | -- | -- | -- | -- | -- | -- | -- | -- | -- |
| Luogo     | C | C | T | T | C | C | T | C | T | C  | C  | T  | C  | T  | C  | T  | C  | T  | T  | C  | C  | T  | T  | C  | T  | C  | T  | T  | C  | T  | C  | T  | C  | T  |
| Risultato | V | V | P | N | V | V | P | P | P | V  | V  | P  | P  | P  | V  | P  | N  | N  | V  | V  | V  | P  | P  | V  | V  | N  | V  | P  | V  | V  | V  | P  | V  | N  |

Fonte:  Classifiche Serie B 1929-1930, su xoomer.virgilio.it.
Legenda:

Luogo: C = Casa; T = Trasferta. Risultato: V = Vittoria; N = Pareggio; P = Sconfitta.

### Statistiche dei giocatori
| Giocatore      | Serie B  | Serie B |
| Giocatore      | Presenze | Reti    |
| -------------- | -------- | ------- |
| A. Albertini   | 10       | 0       |
| F. Altamura    | 6        | 0       |
| A. Banfi       | 9        | 0       |
| Bante          | 2        | 1       |
| A. Bergamaschi | 19       | 0       |
| L. Bernardi    | 31       | 1       |
| B. Biagini     | 17       | 5       |
| A. Bonesini    | 30       | 8       |
| A. Bucchi      | 1        | 1       |
| G. Carra       | 14       | 0       |
| D. Cavalieri   | 11       | 0       |
| E. Chiecchi    | 4        | 0       |
| G. Cipriani    | 4        | 0       |
| G. Corsi       | 20       | 0       |
| M. Dalfini     | 31       | 8       |
| F. Facchin     | 2        | 1       |
| A. Favalli     | 23       | 1       |
| P. Gorretta    | 4        | 0       |
| U. Manzini     | 29       | -44     |
| N. Marini      | 29       | 0       |
| D. Nobis       | 2        | 0       |
| A. Olivieri    | 5        | -3      |
| M. Patuzzi     | 31       | 15      |
| A. Porta       | 7        | 0       |
| I. Raguzzi     | 5        | 0       |
| U. Rodini      | 1        | 0       |
| L. Tommasi     | 26       | 6       |
| R. Vignola     | 1        | 0       |